# Tom Van den Bosch (wielrenner)
Tom Van den Bosch (Rumst, 6 mei 1985) is een Belgische profveldrijder uit Sint-Katelijne-Waver. Hij tekende zijn eerste profcontract bij het Nederlandse AA Cycling Team waar hij tot op heden nog voor uitkomt.
Hij is de zoon van André Van Den Bosch.

## Palmares
2000
- 1e in Provinciaal kampioenschap veldrijden Antwerpen, Nieuwelingen

2001
- 7e in Belgisch kampioenschap veldrijden, Nieuwelingen

2002
- 6e in Belgisch kampioenschap veldrijden, Junioren
- 1e in Provinciaal kampioenschap veldrijden Antwerpen, Junioren

2003
- 10e in Wereldkampioenschap veldrijden, Monopoli
- 2e in Belgisch kampioenschap veldrijden, Junioren

2005
- 13e in Wereldkampioenschap veldrijden, Sankt-Wendel
- 4e in Belgisch kampioenschap veldrijden, Beloften

2006
- 3e in Wereldkampioenschap veldrijden, Studenten
- 7e in Europees kampioenschap veldrijden, Beloften
- 4e in Belgisch kampioenschap veldrijden, Beloften

2007
- 15e in Wereldkampioenschap veldrijden, Hooglede-Gits
- 4e in Belgisch kampioenschap veldrijden, Beloften
- 2e in Provinciaal kampioenschap veldrijden Antwerpen, Elite
- 2e in Duinencross

2008
- 1e in Provinciaal kampioenschap veldrijden Antwerpen, Elite
- 3e in GP Julien Cajot

2009
- 3e in Belgisch kampioenschap veldrijden, Elite zonder contract
- 1e in Cyclocross Steinmaur
- 1e in GP Julien Cajot Leudelange
- 11e in Hasselt (GVA-trofee)
- 9e in Essen (GVA-trofee)
- 6e in Middelkerke

2010
- 1e in Cyclocross Valencia
- 2e in GP Shimano Harderwijk
- 5e in Nacht van Woerden
- 12e in Oudenaarde (Koppenberg)
- 6e in Dottignies